# Agrostophyllum elongatum
Agrostophyllum elongatum là một loài thực vật có hoa trong họ Lan. Loài này được (Ridl.) Schuit. mô tả khoa học đầu tiên năm 1990.